# العلاقات التشيكية الرومانية
العلاقات التشيكية الرومانية هي العلاقات الثنائية التي تجمع بين التشيك ورومانيا.

## مقارنة بين البلدين
هذه مقارنة عامة ومرجعية للدولتين:
| وجه المقارنة                                              | التشيك                                                                            | رومانيا                                                                               |
| --------------------------------------------------------- | --------------------------------------------------------------------------------- | ------------------------------------------------------------------------------------- |
| المساحة (كم2)                                             | 78.87 ألف                                                                         | 238.40 ألف                                                                            |
| عدد السكان (نسمة)                                         | 10.52 مليون                                                                       | 19.59 مليون                                                                           |
| الكثافة السكانية (ن./كم²)                                 | 133.38                                                                            | 82.17                                                                                 |
| العاصمة                                                   | براغ                                                                              | بوخارست                                                                               |
| اللغة الرسمية                                             | اللغة التشيكية                                                                    | اللغة الرومانية                                                                       |
| العملة                                                    | كرونة تشيكية، كرونة تشيكوسلوفاكية                                                 | ليو روماني                                                                            |
| الناتج المحلي الإجمالي (بليون دولار)                      | 215.73 مليار                                                                      | 211.80 مليار                                                                          |
| الناتج المحلي الإجمالي (تعادل القوة الشرائية) بليون دولار | 356.15 مليار                                                                      | 465.56 مليار                                                                          |
| الناتج المحلي الإجمالي الاسمي للفرد دولار أمريكي          | 17.55 ألف                                                                         | 9.47 ألف                                                                              |
| الناتج المحلي الإجمالي للفرد دولار أمريكي                 | 31.19 ألف                                                                         | 23.63 ألف                                                                             |
| مؤشر التنمية البشرية                                      | 0.878                                                                             | 0.793                                                                                 |
| رمز المكالمات الدولي                                      | +420                                                                              | +40                                                                                   |
| رمز الإنترنت                                              | .cz                                                                               | .ro                                                                                   |
| المنطقة الزمنية                                           | ت ع م+01:00، ت ع م+02:00، توقيت وسط أوروبا، توقيت وسط أوروبا الصيفي، أوروبا/براغ ‏ | ت ع م+02:00، ت ع م+03:00، أوروبا/بوخارست ‏، توقيت شرق أوروبا، توقيت شرق أوروبا الصيفي ‏ |

## مدن متوأمة
في ما يلي قائمة باتفاقيات التوأمة بين مدن تشيكية ورومانية:
- ترتبط موست مع بوخارست باتفاقية توأمة.
- ترتبط سوشيتسا مع سيريت باتفاقية توأمة.

## منظمات دولية مشتركة
يشترك البلدان في عضوية مجموعة من المنظمات الدولية، منها:
| علم المنظمة | اسم المنظمة                               | تاريخ انضمام التشيك | تاريخ انضمام رومانيا |
| ----------- | ----------------------------------------- | ------------------- | -------------------- |
|             | المنظمة الأوروبية لسلامة الملاحة الجوية   | 1996                | 1996                 |
|             | منظمة الشرطة الجنائية الدولية             | ?                   | ?                    |
|             | الاتحاد البريدي العالمي                   | ?                   | ?                    |
|             | مركز تنسيق الحركة في أوروبا ‏              | ?                   | ?                    |
|             | حلف شمال الأطلسي                          | 12 مارس 1999        | 29 مارس 2004         |
|             | منظمة التجارة العالمية                    | ?                   | 1995                 |
|             | الفريق المعني برصد الأرض                  | ?                   | ?                    |
|             | مجموعة الموردين النوويين                  | ?                   | ?                    |
|             | مؤسسة التنمية الدولية                     | 1993                | 12 أبريل 2014        |
|             | اتفاقية السماوات المفتوحة                 | ?                   | ?                    |
|             | منظمة الأمن والتعاون في أوروبا            | 1993                | 25 يونيو 1973        |
|             | مؤسسة التمويل الدولية                     | 1993                | 23 سبتمبر 1990       |
|             | مجلس أوروبا                               | ?                   | 7 أكتوبر 1993        |
|             | منظمة حظر الأسلحة الكيميائية              | ?                   | ?                    |
|             | الأمم المتحدة                             | 19 يناير 1993       | 14 ديسمبر 1955       |
|             | الاتحاد الدولي للاتصالات                  | 1993                | 9 فبراير 1866        |
|             | الاتحاد الأوروبي                          | 1 مايو 2004         | 2007                 |
|             | البنك الدولي للإنشاء والتعمير             | 1993                | 15 ديسمبر 1972       |
|             | مجموعة أستراليا                           | 1994                | 1995                 |
|             | المركز الدولي لتسوية المنازعات الاستشارية | 22 أبريل 1993       | 12 أكتوبر 1975       |
|             | وكالة الفضاء الأوروبية                    | ?                   | 23 ديسمبر 2011       |
|             | وكالة ضمان الاستثمار متعدد الأطراف        | 1993                | 10 سبتمبر 1992       |
|             | يونسكو                                    | 22 فبراير 1993      | 27 يوليو 1956        |

## وصلات خارجية
- موقع وزارة الخارجية التشيكية
- موقع وزارة الخارجية الرومانية